# Freund-Adjuvans
Das Freund-Adjuvans, auch als Freunds Adjuvans, früher Freundsches Adjuvans bezeichnet, ist eine Wasser-in-Öl-Emulsion, die abgetötete Mikroorganismen (Mycobacterium tuberculosis) enthält. Es handelt sich um einen in der Forschung eingesetzten Hilfsstoff (Adjuvans), der die gewünschten Immunreaktionen eines Versuchstieres verstärkt und für Immunisierungen noch heute häufig (als komplettes Freundsches Adjuvans, KFA) eingesetzt wird, obwohl dies aufgrund der Nebenwirkungen von Tierschützern abgelehnt wird.
Entwickelt wurde es von Jules T. Freund und Katherine McDermot.

## /Komplettes Freund-Adjuvans
Das komplette Freund-Adjuvans (KFA) enthält drei wesentliche Bestandteile:
1. Mineralöl (Paraffinöl), das nicht verstoffwechselt werden kann und damit eine Depotwirkung gewährleistet
2. hitzeinaktivierte Mykobakterien, die für die starke Anregung des Immunsystems verantwortlich sind; typischerweise 1 mg/ml.
3. Arlacel A als Emulgator, um die Wasser-in-Öl-Emulsion stabil zu halten.

Um die gewünschte Wirkung zu erzielen, ist eine sorgfältige Zubereitung der Emulsion unabdingbar. Das KFA, mit dem gearbeitet werden soll, muss sehr gut durchmischt werden, um eine gleichmäßige Verteilung der Mycobakterien zu ermöglichen. Anschließend wird Portionen Wasser zugefügt, um zu gewährleisten, dass die ölige Phase die bestimmende bleibt. Die entstehende Emulsion wird dabei jedes Mal gut gemischt; dies geschieht, bis ein Verhältnis von 1:1 (Öl:Wasser) erreicht wird. Das Ziel besteht darin, ausreichend kleine Wassertröpfchen zu erzeugen und keine Luft einzuschließen. Sind diese Faktoren gewährleistet, bewahrt ein auf eine kalte Wasseroberfläche aufgebrachter Tropfen der Emulsion seine Kohärenz (seinen Zusammenhalt).

## Inkomplettes Freund-Adjuvans
Das inkomplette Freund-Adjuvans (IFA) verzichtet auf die Zugabe von Mykobakterien und wird/wurde für Folgeinjektionen zur Verstärkung (eine Boosterung) der Immunantwort nach Erstinjektion mit KFA verwendet.

## Vorteile und Nachteile
Freunds Adjuvans ist noch heute eines der wirkungsvollsten Adjuvanzien zum Auslösen einer Immunreaktion. Ein Beispiel: So kann eine Experimentelle autoimmune Enzephalomyelitis (EAE) durch die Injektion von Peptiden des Myelins (MBP, PLP, MOG, MAG) in Komplettem Freunds Adjuvans und Verstärkung der Immunantwort mit Zellwandbestandteilen von Tuberkelbakterien (oder Pertussistoxin) ausgelöst werden, – und damit letztlich die Mechanismen erforscht werden, die zur Entstehung der Multiplen Sklerose führen – einer Erkrankung, die sich bisher einer vollständigen Aufklärung der Pathogenese entzogen hat. Dennoch können wirksame Medikamente (wie Glatirameracetat) gegen diese Erkrankung entwickelt werden, ein Prozess, der in diesem Fall mehr als 30 Jahre dauerte.
Durch seine entzündungsfördernden Eigenschaften ist mit der Bildung von Abszessen – vor allem bei Einbringen in die Muskulatur (intramuskulärer Injektion) – und Granulomen zu rechnen. Bei Verabreichung in die Bauchhöhle (einer intraperitonealer Anwendung) – meist bei Mäusen und Ratten – wird eine Bauchfellentzündung hervorgerufen. Diese Nebenwirkungen sind abhängig von der Menge des eingebrachten Adjuvans sowie der Konzentration des Antigens und der Qualität des hergestellten Adjuvans.
Forscher und Tierschützer konnten sich zumindest mancherorts auf die Ächtung einiger Verabreichungsarten verständigen, so 1997 mit der „Liste nicht mehr zulässiger Tierversuche an den Zürcher Hochschulen“. Damit wurde auf das Immunisieren mit KFA plantar (in die Fußballen) und dessen intraperitoneale Verabreichung, weiters generell die intraperitoneale Injektion stark reizender Substanzen zur Gewinnung von Peritonealmakrophagen abgeschafft.
Die intravenöse Applikation kann zum Tod des Versuchstieres führen, sodass sich die empfohlene Anwendung auf eine subkutane oder intradermale Applikation beschränkt.
Ölformulierungen werden stattdessen für die initialisierende Impfung verabreicht und für die Folgeinjektionen auch deren Ersatz durch Aluminiumhydroxidgel empfohlen, da gleichwertige Resultate bei geringerer Belastung der Versuchstiere erzielt werden können.